# Ortonguan
Der Ortonguan (Penelope ortoni), auch Baudo-Schaku genannt, ist ein Hühnervogel aus der Familie der Hokkohühner (Cracidae).
Der lateinische Artzusatz bezieht sich auf den US-amerikanischen Naturbeobachter James Orton (1830–1877).
Der Vogel kommt nur in Kolumbien und Ecuador vor.
Das Verbreitungsgebiet umfasst Flachland, bevorzugt sehr feuchte bemooste Wälder der Vorberge der westlichen Anden bis zu 1500 m Höhe. Als einziger Vertreter der Gattung ist sein Lebensraum auf die biogeographische Region Chocó beschränkt, wo er zusammen mit dem Haubenguan (Penelope purpurascens) vorkommt.
Die Art ist monotypisch. Früher wurde sie als dem Andenguan (Penelope montagnii) zugehörig betrachtet.

Verbreitungsgebiet des Ortonguans (grün)

## Merkmale
Der Vogel ist 58 bis 63 cm lang. Er ist der einzige Vertreter seiner Gattung ohne blasse Areale am Kopf und an den Flügeln, er ist kräftig dunkelbraun und gleichmäßig gefärbt mit einem graubraunen Farbton an Nacken und Kopf. Er hat eine kahle blaue Augenpartie, stumpfrot gefärbte Beine und eine prominente rote Wamme, die kleiner ist als beim Rostbauchguan. Auch ist der Bürzel nicht rotbraun. Der vergleichbar große und sympatrisch auftretende Sichelguan (Chamaepetes goudotii) weist keinen roten Halslappen auf.

## Stimme
Der Ruf des Männchens wird als wiederholter hoher Laut, als weithin zu hörendes gutturales „waou“ und der Warnruf als aufgeregtes „konh-konh-konh-konh“ beschrieben.

## Lebensweise
Zu Lebensweise und Brutverhalten liegen kaum Daten vor.

## Ernährung
Die Nahrung besteht aus kleinen Früchten, die mutmaßlich in den Baumwipfeln gesucht werden.

## Gefährdungssituation
Der Bestand gilt als gefährdet (Vulnerable) durch Habitatverlust und Jagddruck.